# De forbandede år 2
|  | Denne artikel er oprettet af botten Steenthbot ud fra en ekstern database. Den kan derfor have sproglige fejl eller mangler. Denne skabelon kan fjernes efter kontrol af indholdet. |

De forbandede år 2 er en dansk spillefilm fra 2022 instrueret af Anders Refn. Det er efterfølgeren til De forbandede år (2020).

## Handling
Under 2. verdenskrig er familien Skov splittet. Sønnen Aksel er hårdkogt medlem af Modstandsbevægelsen, og faderen Karl kæmper for at holde sin virksomhed i gang, og må derfor samarbejde med den tyske besættelsesmagt. Familiens sammenhængskraft er udfordret til det sidste, da krigen endelig slutter.

## Medvirkende
- Jesper Christensen, Karl
- Bodil Jørgensen, Eva
- Mads Reuther, Aksel
- Gustav Dyekjær Giese, Michael
- Sara Viktoria Bjerregaard Christensen, Helene
- Lue Støvelbæk, Knud
- Sylvester Espersen Byder, Valdemar